# Nicolas Kiesa
Nicolas Kiesa (Copenhague, 3 de março de 1978) é um automobilista dinamarquês de corridas.
Participou de cinco corridas da Fórmula 1, sua estréia foi em 3 de Agosto de 2003, cinco meses após completar um quarto de século de idade.
Voltou em 2005, substituindo o holandês Robert Doornbos como terceiro piloto da Jordan.
Não pontuou na sua rápida passagem na categoria.

## Resultados[1]
(legenda) 
| Ano  | Equipe                    | Chassis      | Motor                  | 1   | 2   | 3   | 4   | 5   | 6   | 7   | 8   | 9   | 10  | 11  | 12       | 13       | 14       | 15       | 16       | 17       | 18  | 19       | Pontos | Posição  |
| ---- | ------------------------- | ------------ | ---------------------- | --- | --- | --- | --- | --- | --- | --- | --- | --- | --- | --- | -------- | -------- | -------- | -------- | -------- | -------- | --- | -------- | ------ | -------- |
| 2003 | European Minardi Cosworth | Minardi PS03 | Ford Cosworth CR-3 V10 | AUS | MAL | BRA | SMR | ESP | AUT | MON | CAN | EUR | FRA | GBR | GER 12 B | HUN 13 B | ITA 12 B | USA 11 B | JPN 16 B |          |     |          | 0      | NC (23º) |
| 2005 | Jordan Grand Prix         | Jordan EJ15  | Toyota RVX-05 V10      | AUS | MAL | BAH | SMR | ESP | MON | EUR | CAN | USA | FRA | GBR | GER TD B | HUN TD B | TUR TD B | ITA TD B | BEL TD B | BRA TD B | JPN | CHN TD B | -      | -        |

## 24 Horas de Le Mans[2]
| Ano  | Classe | N# | Equipe              | Co-Pilotos                  | Chassis                 | Motor                 | Pneus | Largada | Final   | Clas. Pos | Voltas |
| ---- | ------ | -- | ------------------- | --------------------------- | ----------------------- | --------------------- | ----- | ------- | ------- | --------- | ------ |
| 2006 | LMP1   | 6  | Lister Storm Racing | Gavin Pickering Jens Møller | Lister Storm LMP Hybrid | Chevrolet LS1 6.0L V8 | D     | 19ª     | DNF 36º | 8º        | 192    |